# Pesti Adolf
Pesti Adolf (18. század) piarista áldozópap és tanár.

## Munkái
- Ode Leopoldo II. Hungariae regi dicata, quum inclytus comutatus Szathmariensis regiae inaugurationis solemnia publico cultu celebraret Magno-Karolini die 14. decembris anno 1790. M.-Karolini
- Epicedion in obitum excell. ac ill. comitis Antonii Károlyi de Nagy-Károly... qui religione in Deum, fide in regem, amore in patriam ac in universum populum meritis plenus supremum diem obiit Pentingae prope Viennam d. 24. August. anno 1791. Uo. 1791 (latin és magyar gyászversek)
- II. Leopoldnak szentelt versek. Uo. 1791
- Ode ad ill. dnum comitem Josephum Károlyi de Nagy-Károly dum in incl. comitatu Szathmariensi supremi comitis munus pleno jure capesseret M.-Karolini. Debreczini, 1794

### Kéziratban
- Ode ad... Josephum Ürményi. Szigethini in Marmatia, 1793 (a Magyar Nemzeti Múzeumban)